# Elodina pseudanops
Elodina pseudanops är en fjärilsart som beskrevs av Butler 1877. Elodina pseudanops ingår i släktet Elodina och familjen vitfjärilar. Inga underarter finns listade i Catalogue of Life.